# Davit Khocholava
Davit Khocholava, né le 8 février 1993 à Tbilissi en Géorgie, est un footballeur international géorgien. Il joue au poste de défenseur central au FC Copenhague.

## Biographie

### Débuts en Géorgie
Natif de  Tbilissi en Géorgie, Davit Khocholava est formé au sein du club du Saburtalo Tbilissi, avec qui il ne joue jamais en professionnel. Il fait ses débuts professionnels en 2010 au FC Roustavi (alors appelé Olimpi Roustavi), en prêt. Il est à nouveau prêté en 2011 au Sioni Bolnissi, mais sans jouer le moindre match, puis est récupéré par le club phare du pays, le Dinamo Tbilissi. Là encore, il joue peu, et se voit prêté au Kolkheti Poti, avant de s'engager en 2014 avec le Shukura Kobuleti, où il joue durant une saison.

### Tchornomorets Odessa
Le 11 juillet 2015, Khocholava quitte la Géorgie pour rejoindre l'Ukraine, en s'engageant avec le club du Tchornomorets Odessa. 
Le 18 juillet suivant, il joue son premier match sous ses nouvelles couleurs, à l'occasion de la première journée de la saison 2015-2016 de Premier-Liga. Il est titulaire ce jour-là, et se montre décisif en délivrant une passe décisive sur le dernier but de son équipe en fin de match, permettant aux siens de faire match nul (2-2). Khocholava marque son premier but pour le club le 26 juillet 2015, lors de la journée suivante, contre le FK Dnipro. Il est titularisé mais ne peut empêcher la défaite de son équipe (4-2 score final).

### Chakhtar Donetsk
Khocholava signe en faveur du Chakhtar Donetsk en juillet 2017, pour un contrat de cinq ans. Il joue son premier match avec le Chakhtar le 9 septembre 2017, face au Zorya Louhansk, en Premier-Liga. Ce jour-là, il entre en jeu en cours de partie et son équipe s'impose par trois buts à un. Le 7 avril 2018 il inscrit son premier but pour le club lors de la victoire de son équipe face au Veres Rivne (0-2).

### FC Copenhague
Le 6 juillet 2021, Davit Khocholava s'engage en faveur du FC Copenhague pour un contrat courant jusqu'en juin 2025,. 
Il joue son premier match sous ses nouvelles couleurs le 18 juillet 2021, lors de la première journée de la saison 2021-2022 de Superligaen face à l'Aalborg BK. Il est titularisé lors de cette rencontre où les deux équipes se neutralisent (2-2 score final).

### En équipe nationale
Davit Khocholava joue son premier match avec l'équipe de Géorgie espoirs le 24 mars 2011 contre Israël. Il est titularisé et son équipe s'incline par deux buts à zéro.
Davit Khocholava honore sa première sélection avec l'équipe de Géorgie le 23 janvier 2017, à l'occasion d'un match amical face à l'Ouzbékistan. Lors de cette rencontre, il est titulaire et délivre une passe décisive sur le premier but de son équipe, qui réalise le match nul (2-2).

## Palmarès
Dinamo Tbilissi
- Champion de Géorgie en 2013.

 Chakhtar Donetsk
- Champion d'Ukraine en 2018, 2019 et 2020.
- Vainqueur de la Coupe d'Ukraine en 2018 et 2019.

 FC Copenhague
- Championnat du Danemark en 2022.